# یورکی یروی
یورکی یروی‏ (به فنلاندی: Jyrki Järvi) (زادهٔ ۷ فوریهٔ ۱۹۶۶ در هلسینکی) قایق‌ران قایق بادبانی اهل فنلاند است.